# Johann Wimmer (Politiker, 1874)
Johann Wimmer (* 8. Jänner 1874 in Schwand im Innkreis, Oberösterreich; † 18. Mai 1947 in  Uttendorf, Salzburg) war ein österreichischer Politiker der Christlichsozialen Partei (CSP).

## Ausbildung und Beruf
Nach dem Besuch der Pflichtschulen lernte er den Beruf des Schneiders. Er war auch Elektriker.

## Politische Funktionen
- Mitglied des Gemeinderates und Vizebürgermeister von Uttendorf

## Politische Mandate
- 31. Mai 1926 bis 18. Mai 1927: Abgeordneter zum Nationalrat (II. Gesetzgebungsperiode), CSP